# De groentekist
De groentekist is een hoorspel van Werner Helmes. Die Gemüsekiste werd op 10 mei 1968 door de Südwestfunk uitgezonden. Frits Enk vertaalde het en de TROS zond het uit op vrijdag 15 mei 1970 (met herhalingen op zondag 19 december 1971 en zondag 2 januari 1972). De regisseur was Harry Bronk. Het hoorspel duurde 37 minuten.

## Rolbezetting
- Jan Verkoren (Alexander Goers)
- Tom van Beek (Frank Roth)
- Huib Orizand (Trimbs)
- Tine Medema (mevrouw Arenz)
- Hans Karsenbarg (haar neef)
- Willy Ruys (notaris Kranz)
- Tonny Foletta (brigadier)
- Piet Ekel (procureur-generaal & Edwin)
- Jos van Turenhout (Egon)
- Kommer Kleijn (een man)
- Dogi Rugani (een vrouw)

## Inhoud
De toneelspeler Alexander Goers heeft zich in zijn kelder verhangen. Zijn vrienden zijn bedroefd, zijn erfenis is behoorlijk en hij laat een afscheid van de wereld op klankband na. Commissaris Trimbs stoot op een groentenkist, die de slechts klein uitgevallen toneelspeler nodig had om een eind aan z’n leven te maken…